# ديفيد د. بيرس
ديفيد دوان بيرس (9 يونيو 1950) دبلوماسي أمريكي شغل منصب السفير الأمريكي لدى اليونان من عام 2013 إلى عام 2016. كما شغل منصب سفير الولايات المتحدة في الجزائر بين عامي 2008 و2011. والقنصل الأمريكي العام في القدس بين عامي 2003 و2005.